# Phoenicoprocta chamboni
Phoenicoprocta chamboni là một loài bướm đêm thuộc phân họ Arctiinae, họ Erebidae.